# Ivan Knežević
Ivan Knežević (Podgorica, 1986. február 22. –) montenegrói labdarúgó.

## Pályafutása
2010 februárjában 3,5 éves szerződést írt alá a Krasznodarral.
2016 nyarán a thai Ubon UMT Unitedhez igazolt.
2013. július 11-én az Európa-liga első selejtezőkörében 11-es büntetőből gólt rúgott a Videoton FC kapujába, aminek köszönhetően a Mladost Podgorica nyert az összesítésnél.
2018. január 28-án a feröer-szigeteki Argja Bóltfelag csapatához igazolt. Ezt követően 2018 nyarán az Otranthoz igazolt, ahol 2019. január 18-ig játszott, majd a Mladost Lješkopoljéhoz szerződött. Hat hónappal később az Dečić csapatához szerződött.